# زاك ميلر
زاك ميلر (بالإنجليزية: Zach Miller)‏ هو لاعب كرة قدم أمريكية أمريكي، ولد في 11 ديسمبر 1985 في تمبي في الولايات المتحدة.

## وصلات خارجية
- زاك ميلر على موقع مرجع كرة القدم المحترفة.كوم (الإنجليزية)